# Stazione di Campolieto-Monacilioni
Stazione di Campolieto-Monacilioni vasútállomás Olaszországban, Molise régióban, Campolieto településen.

## Vasútvonalak
Az állomást az alábbi vasútvonalak érintik:
- Termoli–Venafro-vasútvonal

## Kapcsolódó állomások
A vasútállomáshoz az alábbi állomások vannak a legközelebb: 
- Stazione di Ripabottoni-Sant'Elia
- Stazione di Castellino sul Biferno